# Scânteia (okręg Vrancea)
Scânteia – wieś w Rumunii, w okręgu Vrancea, w gminie Jariștea. W 2011 roku liczyła 223
mieszkańców